# Andy Evans
Andy Evans, né le 27 juin 1951 à Pomona, est un pilote automobile américain sur circuits à bord de voitures de sport type Grand tourisme et Sport-prototypes, spécialiste de courses d'endurance.

## Biographie
Sa carrière s'étale de 1989 à 1998, avec essentiellement sa propre équipe du Scandia MotorSports (en) à partir de 1992. Il dispute assiduement le championnat IMSA GT en 1991, 1992 (4e sur Kudzu DG1 et 2) et 1994 (4e sur Spice WSC94 et Ferrari 333 SP). Il gagne dans cette série notamment les 2 Heures de Laguna Seca en 1994, et les 3 Heures d'Halifax en 1995 (avec la 333 SP par deux fois).
Il s'impose encore deux fois lors des 12 Heures de Sebring, en 1995 (avec Fermín Vélez et Eric van de Poele sur l'une de ses 333 SP, et 1997 avec Vélez, Yannick Dalmas et Stefan Johansson encore sur 333 SP). Il termine aussi deuxième des 24 Heures de Daytona en 1997 (avec Vélez et les frères Morgan, après avoir terminé en tête des tests préliminaires organisés sur le circuit deux semaines auparavant), et à Sebring en 1996.
Il participe à quatre reprises aux 24 Heures du Mans entre 1993 et 1997, se classant septième en 1994 sur Courage C32LM française.
Sept de ses voitures participent aux 500 miles d'Indianapolis 1996 (en partie grâce au rachat alors du team de Dick Simon, Alessandro Zampedri obtenant une quatrième place en Lola-Ford). Son équipe remporte une victoire en Indy Racing League en 1997, grâce à Eliseo Salazar au Las Vegas Motor Speedway. Elle disparait en 1999, faute de sponsort. Michele Alboreto (1996-97), Stephan Gregoire (1997) et Fermín Vélez (1996-97) coururent eux aussi entre autres pilotes pour Evans en IRL.
Assumant longtemps un poste à responsabilités chez Microsoft, il a obtenu les droits de commercialisation de la série IMSA au milieu des années 1990.